# Municipio de South Yocum
El municipio de South Yocum (en inglés: South Yocum Township) es un municipio ubicado en el condado de Carroll en el estado estadounidense de Arkansas. En el año 2010 tenía una población de 649 habitantes y una densidad poblacional de 10,78 personas por km².

## Geografía
El municipio de South Yocum se encuentra ubicado en las coordenadas 36°26′29″N 93°25′55″O / 36.44139, -93.43194. Según la Oficina del Censo de los Estados Unidos, el municipio tiene una superficie total de 60.21 km², de la cual 60.21 km² corresponden a tierra firme y (0%) 0 km² es agua.

## Demografía
Según el censo de 2010, había 649 personas residiendo en el municipio de South Yocum. La densidad de población era de 10,78 hab./km². De los 649 habitantes, el municipio de South Yocum estaba compuesto por el 97.07% blancos, el 0.15% eran afroamericanos, el 0.77% eran amerindios, el 0.92% eran asiáticos, el 0.15% eran isleños del Pacífico, el 0.62% eran de otras razas y el 0.31% pertenecían a dos o más razas. Del total de la población el 1.23% eran hispanos o latinos de cualquier raza.